# Людовіт Цветлер
Людовіт Цветлер (словац. Ľudovít Cvetler, 17 вересня 1938, Бернолаково) — чехословацький футболіст, нападник. Срібний призер Олімпійських ігор у Токіо 1964 року та володар Кубка володарів кубків 1969 року.

## Клубна кар'єра
Цветлер розпочав займатись футболом в клубі «Бернолаково» з однойменного рідного міста, з якого потрапив до братиславського «Слована». З 1959 року став виступати у першій команді і виборов з клубом три Кубка Чехословаччини (1962 , 1963 , 1968), а також допоміг команді здобути найбільше досягнення в історії — виграти Кубок володарів кубків УЄФА у 1969 році, здолавши з рахунком 3:2 у фіналі грізну «Барселону». Всього провів за команду у чехословацькій лізі 232 матчі і забив 54 голи.. Також зіграв за «Слован» в 16 матчах Кубка володарів кубків, забивши там 3 голи.
У період з 1969 по 1972 роки грав за бельгійський «Стандард» (Льєж), з яким двічі поспіль виграв чемпіонат, після чого повернувся на батьківщину і грав за «Збройовку» (Брно).
Завершив ігрову кар'єру у нижчоліговому австрійському клубі «Слован» (Відень).

## Виступи за збірні
Виступав за другу та олімпійську збірні Чехословаччини. З останньою був учасником Олімпіади 1964 року в Токіо. На турнірі Цветлер зіграв лише в одному матчі групового етапу проти Єгипту (5:1), а команда стала срібним призером змагань.
11 квітня 1964 року Цветлер дебютував за національну збірну Чехословаччини, провівши на полі усі 90 хвилин товариської гри проти Італії (0:0), а за місяць
17 травня, зіграв свій другий і останній матч у складі головної команди країни, провівши перший тайм товариської гри проти Югославії (2:3). Більше за національну збірну не грав, через надзвичайну конкуренцію, яку підтримували гравці «срібної» збірної, які були фіналістами чемпіонату світу в Чилі.

## Статистика

### Клубна
| Сезон          | Ігор | Голів | Клуб                  |
| -------------- | ---- | ----- | --------------------- |
| 1959/60        | 13   | 2     | «Слован» (Братислава) |
| 1960/61        | 25   | 3     | «Слован» (Братислава) |
| 1961/62        | 26   | 6     | «Слован» (Братислава) |
| 1962/63        | 25   | 11    | «Слован» (Братислава) |
| 1963/64        | 26   | 11    | «Слован» (Братислава) |
| 1964/65        | 23   | 7     | «Слован» (Братислава) |
| 1965/66        | 25   | 2     | «Слован» (Братислава) |
| 1966/67        | 26   | 4     | «Слован» (Братислава) |
| 1967/68        | 19   | 6     | «Слован» (Братислава) |
| 1968/69        | 24   | 2     | «Слован» (Братислава) |
| 1969/70        | 15   | 1     | «Стандард» (Льєж)     |
| 1970/71        | 23   | 4     | «Стандард» (Льєж)     |
| 1971/72        | 24   | 11    | «Стандард» (Льєж)     |
| 1972/73        | 19   | 4     | «Збройовка» (Брно)    |
| 1973/74        | 6    | 1     | «Збройовка» (Брно)    |
| Чехословаччина | 257  | 59    |                       |
| Бельгія        | 62   | 16    |                       |

### Збірна
| Дата      | Місто     | Господарі      | Результат | Гості          | Турнір           | Голи | Примітки |
| --------- | --------- | -------------- | --------- | -------------- | ---------------- | ---- | -------- |
| 11-4-1964 | Флоренція | Італія         | 0 – 0     | Чехословаччина | товариський матч | -    |          |
| 17-5-1964 | Прага     | Чехословаччина | 2 – 3     | Югославія      | товариський матч | -    | 46'      |
| Усього    |           | Матчів         | 2         |                | Голів            | 0    |          |

## Титули і досягнення
- Володар Кубка Чехословаччини (3):

«Слован»: 1961/62, 1962/63, 1967/68
- Володар Кубка Кубків УЄФА (1):

«Слован»: 1968/69
- Чемпіон Бельгії (2):

«Слован»: 1969/70, 1970/71